# Светско првенство у атлетици у дворани 2018 — штафета 4 × 400 метара за мушкарце
Трка штафета 4 х 400 м у мушкој конкуренцији на 17. Светском првенству у атлетици у дворани 2018. одржана је 3. и 4. марта у Арени Бирмингем у Бирмингему (Уједињено Краљевство).
Титулу освојену у Портланду 2016, бранила је штафета САД.

## Земље учеснице
Учествовало је 49 такмичара у 10. штафета из исто толико земаља.
1. Белгија (4)
2. Јамајка (4)
3. Доминиканска Република (4)
4. Пољска (6)
5. Сједињене Америчке Државе (6)
6. Тринидад и Тобаго (6)
7. Уједињено Краљевство (6)
8. Украјина (4)
9. Чешка (5)
10. Шпанија (4)

## Освајачи медаља
| Карол Залевски Рафал Омелко Лукаш Кравчук Јакуб Кшевина Пољска | Фред Керли Мајкл Чери Aldrich Bailey Вернон Норвуд , САД | Дилан Борле Жонатан Борле Жонатан Сакор Кевин Борле Белгија |

## Рекорди пре почетка Светског првенства 2018.
Стање 1. марта 2018.
| Рекорди пре почетка Светског првенства 2018. | Рекорди пре почетка Светског првенства 2018. | Рекорди пре почетка Светског првенства 2018. | Рекорди пре почетка Светског првенства 2018.                       | Рекорди пре почетка Светског првенства 2018. | Рекорди пре почетка Светског првенства 2018. |
| -------------------------------------------- | -------------------------------------------- | -------------------------------------------- | ------------------------------------------------------------------ | -------------------------------------------- | -------------------------------------------- |
| Светски рекорд                               | 3:02,13                                      | Сједињене Државе                             | Кајл Клемонс, Дејвид Вербург, Кинд Батлер III, Калвин Смит млађи   | Сопот, Пољска                                | 9. март 2014.                                |
| Рекорд светских првенстава                   | 3:02,13                                      | Сједињене Државе                             | Кајл Клемонс, Дејвид Вербург, Кинд Батлер III, Калвин Смит млађи   | Сопот, Пољска                                | 9. март 2014.                                |
| Најбољи резултат сезоне                      | 3:01,98                                      | Сједињене Државе                             | Закари Шиник, Раи Бенџамин, Рики Морган, Мајкл Норман              | Клемсон, Сједињене Државе                    | 11. фебруар 2018.                            |
| Афрички рекорд                               | 3:07,95                                      | Нигерија                                     | Тоби Огунмола,, Ноа Акву, Салиху Исах, Кристијан Мортон            | Сопот, Пољска                                | 9. март 2014.                                |
| Азијски рекорд                               | 3:05,90                                      | Јапан                                        | Казухиро Такахаши, Џун Осакада Масајуши Кан, Шуњи Карубе           | Маебаши, Јапан                               | 6. март 1999.                                |
| Северноамерички рекорд                       | 3:02,13                                      | Сједињене Државе                             | Кајл Клемонс, Дејвид Вербург, Кинд Батлер III, Калвин Смит млађи   | Сопот, Пољска                                | 9. март 2014.                                |
| Јужноамерички рекорд                         | 3:10,50                                      | Бразил                                       | Claudinei да Силва, Осмар дос Сантос Флавио Годој, Жералдо Марањао | Париз, Француска                             | 8. март 1997.                                |
| Европски рекорд                              | 3:02,87                                      | Белгија                                      | Жилијен Вастрен, Дилан Борле Жонатан Борле, Кевин Борле            | Праг, Чешка                                  | 8. март 2015.                                |
| Океанијски рекорд                            | 3:08,49                                      | Аустралија                                   | Пол Грин, Марк Гарнер Рохан Робинсон, Стив Пери                    | Севиља, Шпанија                              | 10. март 1991.                               |
| Рекорди после Светског првенства 2018.       |                                              |                                              |                                                                    |                                              |                                              |
| Светски рекорди                              | 3:01,77                                      | Пољска                                       | Карол Залевски Рафал Омелко Лукаш Кравчук Јакуб Кшевина            | Бирмингем, Уједињено Краљевство              | 4. март 2018.                                |
| Рекорд светских првенстава                   | 3:01,77                                      | Пољска                                       | Карол Залевски Рафал Омелко Лукаш Кравчук Јакуб Кшевина            | Бирмингем, Уједињено Краљевство              | 4. март 2018.                                |
| Европски рекорд                              | 3:01,77                                      | Пољска                                       | Карол Залевски Рафал Омелко Лукаш Кравчук Јакуб Кшевина            | Бирмингем, Уједињено Краљевство              | 4. март 2018.                                |
| Најбољи резултат сезоне                      | 3:01,77                                      | Пољска                                       | Карол Залевски Рафал Омелко Лукаш Кравчук Јакуб Кшевина            | Бирмингем, Уједињено Краљевство              | 4. март 2018.                                |

## Квалификациона норма
| Дворана    | Отворено |
| ---------- | -------- |
| нема норме |          |

## Сатница
| Датум         | Време | Ниво          |
| ------------- | ----- | ------------- |
| 3. март 2018. | 12:30 | Квалификације |
| 4. март 2018. | 17:25 | Финале        |

Сва времена су по локалном времену (UTC+2)

## Резултати

### Квалификације
Квалификационе трке су одржане 3. марта у 12.30. Штафете су подљене у две групе. За финале су се пласеирале по две првопласиране штафете из обе групе (КВ) и две на основу постигнутог резултата (кв)
| Место | Група | Стаза | Штафета                | Атлетичари                                                        | НР      | Рез.    | Бел.    |
| ----- | ----- | ----- | ---------------------- | ----------------------------------------------------------------- | ------- | ------- | ------- |
| 1     | 2     | 6     | , САД                  | Фред Керли, Маркиз Вашингтон, Пол Дедево, Вернон Норвуд           | 3:01,96 | 3:04,00 | КВ      |
| 2.    | 1     | 6     | Белгија                | Дилан Борле, Жонатан Борле, Жонатан Сакор, Кевин Борле            | 3:02,87 | 3:05,22 | КВ, НРС |
| 3.    | 1     | 5     | Пољска                 | Карол Залевски, Патрик Адамчик, Лукаш Кравчук, Јакуб Кшевина      | 3:02,97 | 3:05,24 | КВ, НРС |
| 4.    | 2     | 5     | Уједињено Краљевство   | Овен Смит, Себастјан Роџер, Џамал Роден-Стивенс, Грант Плендерлит | 3:03,20 | 3:05,29 | КВ, НРС |
| 5.    | 1     | 3     | Тринидад и Тобаго      | Renny Quow, Џерим Ричардс, Мајкл Седенио, Лалонд Гордон           | 3:05,51 | 3:05,96 | кв, НРС |
| 6.    | 1     | 4     | Чешка                  | Михал Десенски, Вит Милер, Филип Шнејдр, Патрик Шорм              | 3:04,09 | 3:06,40 | кв, НРС |
| 7.    | 2     | 2     | Шпанија                | Лукас Буа, Manuel Guijarro, Aleix Porras, Самуел Гарсија          | 3:06,60 | 3:07,52 | НРС     |
| 8.    | 2     | 3     | Доминиканска Република | Хуандер Сантос, Рајмонд Урбино, Андито Чарлес, Леонел Бонон       | 3:06,30 | 3:10,45 | НРС     |
| 9     | 1     | 2     | Украјина               |                                                                   | 3:07,54 | НС      |         |
| 9     | 2     | 4     | Јамајка                |                                                                   | 3:03,69 | НС      |         |

### Финале
Финална трка је орджана 4. марта у 16.00.
| Место | Стаза | Штафета              | Атлетичари                                                  | Време   | Белешка |
| ----- | ----- | -------------------- | ----------------------------------------------------------- | ------- | ------- |
|       | 4     | Пољска               | Карол Залевски, Рафал Омелко, Лукаш Кравчук, Јакуб Кшевина  | 3:01,77 | СРд     |
|       | 6     | САД                  | Фред Керли, Мајкл Чери, Олдрич Бејли, Вернон Норвуд         | 3:01,97 | НРС     |
|       | 5     | Белгија              | Дилан Борле, Жонатан Борле, Жонатан Сакор, Кевин Борле      | 3:02,51 | НРд     |
| 4     | 1     | Тринидад и Тобаго    | Део Лендор, Џерим Ричардс, Аса Гевара, Лалонд Гордон        | 3:02,52 | НРд     |
| 5     | 2     | Чешка                | Михал Десенски, Патрик Шорм, Филип Шнејдр, Павел Маслак     | 3:04,87 | НРС     |
| 6     | 3     | Уједињено Краљевство | Овен Смит, Грант Плендерлит, Џамал Роден-Стивенс, Ли Томсон | 3:05,08 | НРС     |